# 建国门 (西安)
34°15′13″N 108°57′44″E / 34.25373°N 108.96228°E

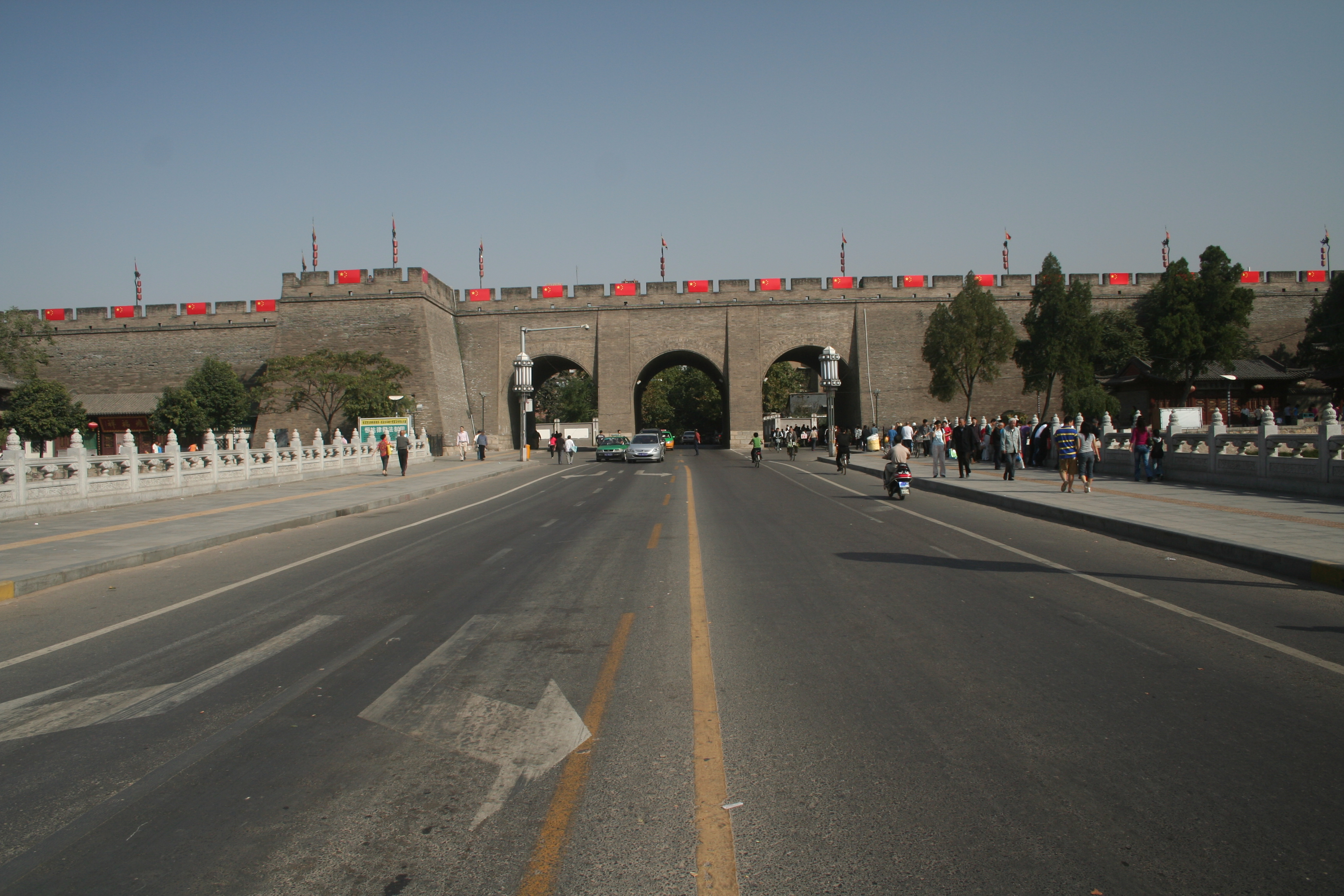
建国门

建国门，是西安城墙南侧的一座城门，位于永宁门以东，建国路南端，1939年开辟，1984年重建。1986年，以建国路命名“建国门”。

## 历史
民国28年（1939年），于小差市南路（今建国路）南端开辟防空便门。抗日战争胜利后，封堵了此防空便门。
1969年，于建国路（1944年前后，小差市南路改名建国路）南端原防空便门处开辟豁口。1984年，修复豁口，砌三券洞。1986年，以建国路命名“建国门”。

## 地理位置
门内为建国路，门外与环城南路形成丁字路口。